# 문화 센터
문화 센터(cultural center)는 문화와 예술활동을 진흥하는 조직, 건물 또는 단지이다. 문화 센터는 지역사회 예술 단체, 민간 시설, 정부 후원 또는 활동가 운영일 수 있다.

## 아프리카
- 이집트 알렉산드리아 신 알렉산드리아 도서관
- 에티오피아 아디스아바바 펜디카 문화 센터

## 아시아
- 홍콩 홍콩문화중심
- 대한민국 서울 한국문화원
- 타이완 타이페이 몽장문화중심
- 일본 도쿄도 주일 한국문화원

## 유럽
- 프랑스 퐁피두 센터

## 북아메리카
- 미국 뉴욕주 뉴욕 바리오 박물관

## 남아메리카
- 아르헨티나 부에노스아이레스 레콜레타 문화 센터

## 같이 보기
- 커뮤니티 센터